# Wapen van Middenschouwen

Wapen van Middenschouwen

Het wapen van Middenschouwen werd op 12 februari 1962 verleend door de Hoge Raad van Adel aan de Zeeuwse gemeente Middenschouwen. Per 1997 ging Middenschouwen op in de gemeente Schouwen-Duiveland. Het wapen van Middenschouwen is daardoor definitief komen te vervallen als gemeentewapen.

## Blazoenering
De blazoenering van het wapen luidde als volgt:
Gevierendeeld; I in keel een duif van zilver; II in zilver een golvende dwarsbalk van azuur; III in azuur een golvende dwarsbalk van zilver; IV doorsneden in drieën; 1 effen sinopel; 2 effen goud; 3 effen keel. Het schild gedekt met een gouden kroon van drie bladeren en twee paarlen.
De heraldische kleuren zijn keel (rood), zilver (wit), azuur (blauw), sinopel (groen) en goud (goud of geel). Het schild wordt gedekt met een gravenkroon.

## Verklaring
In het wapen zijn elementen overgenomen uit de wapens van de vier samengevoegde gemeenten, welke in alfabetische volgorde zijn geplaatst. Dit betreffen de wapens van Duivendijke, Elkerzee, Ellemeet en Kerkwerve. Het bijzondere is dat voor Kerkwerve werd gekozen voor het wapen uit 1817 in plaats van het wapen uit 1950. Overigens wordt de heraldische regel dat kleur niet aan kleur mag raken in dit wapen overtreden.

## Verwante wapens

Wapen van Duivendijke
Wapen van Elkerzee
Wapen van Ellemeet
Wapen van Kerkwerve 1817-1950